# توم دونيغان
توم دونيغان (بالإنجليزية: Tom Donegan)‏ هو لاعب كرة قدم ومدرب كرة قدم بريطاني، ولد في 8 أبريل 1930. لعب مع نادي دمبرتون.